# Bob Wilder

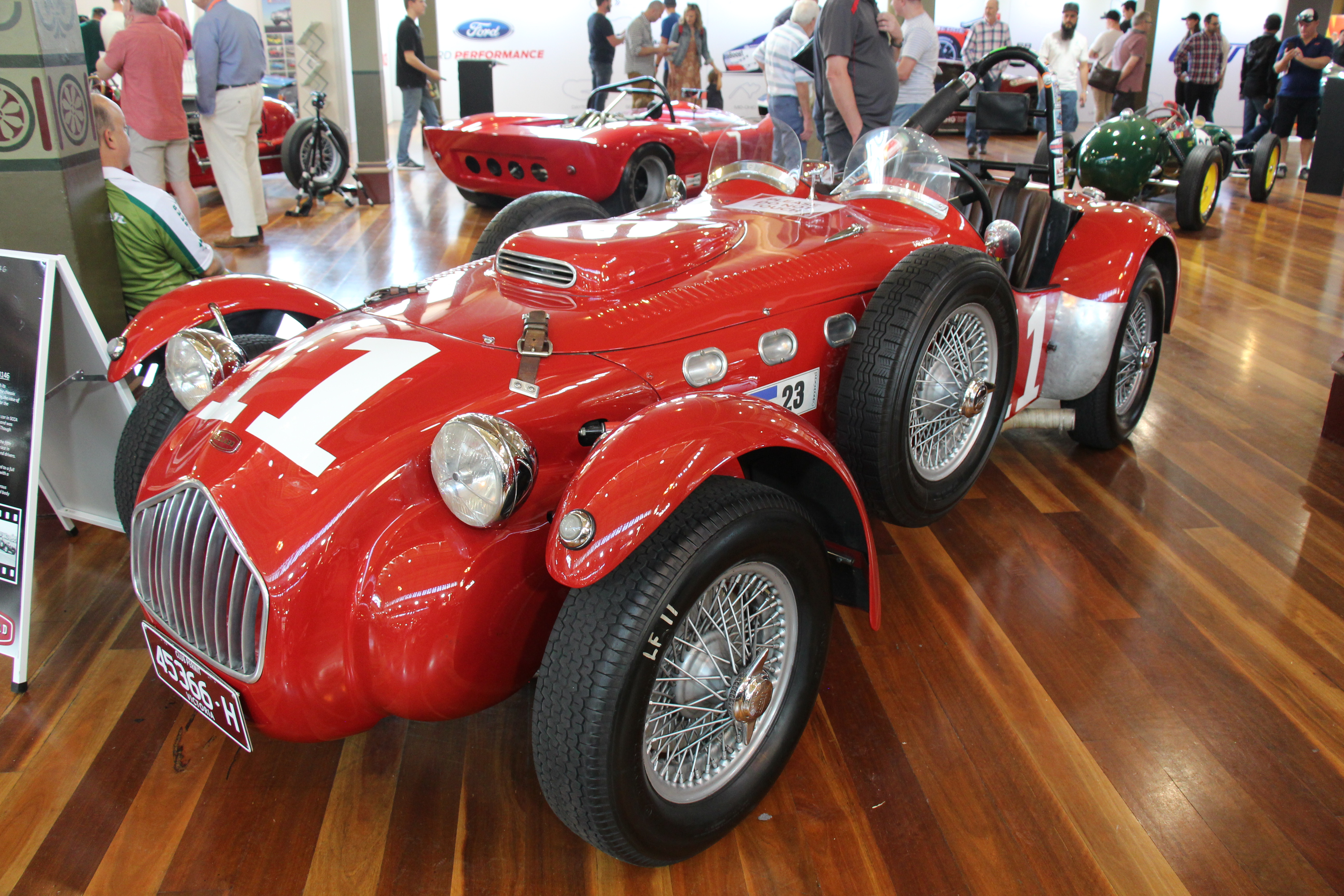
Auf einem Allard J2X verunglückte Bob Wilder 1953 tödlich

Robert John „Bob“ Wilder (* 6. Januar 1921 in Palmer; † 22. Mai 1953 in Bridgehampton) war ein US-amerikanischer Autorennfahrer.

## Karriere
Bob Wilder bestritt in den frühen 1950er-Jahren Sportwagenrennen in Nordamerika, nachdem er im Zweiten Weltkrieg 18 Monate in der United States Air Force gedient hatte. Er fuhr in der SCCA National Sports Car Championship und gewann in seiner kurzen Karriere sechs Meisterschaftsläufe. Seine beste Platzierung bei einem internationalen Rennen war der dritte Gesamtrang beim 12-Stunden-Rennen von Sebring 1953, gemeinsam mit Sherwood Johnston auf einem Jaguar C-Type. Das Rennen auf dem Sebring International Raceway war der erste Wertungslauf in der Geschichte der Sportwagen-Weltmeisterschaft. 
Bob Wilder verunglückte im Mai 1953 beim Training zu einem SCCA-Meisterschaftslauf auf dem Bridgehampton Road Corse tödlich. Wilder verlor bei hohem Tempo die Kontrolle über seinen Allard J2X und prallte gegen ein Brückengeländer. Wilder, der angegurtet war, starb an der Unfallstelle an seinen Kopfverletzungen.

## Statistik

### Sebring-Ergebnisse
| Jahr | Team            | Fahrzeug      | Teamkollege       | Platzierung            | Ausfallgrund |
| ---- | --------------- | ------------- | ----------------- | ---------------------- | ------------ |
| 1952 | Gus Ehrman      | Morgan Plus 4 | Gus Ehrman        | Rang 9                 |              |
| 1953 | Art Feuerbacher | Jaguar C-Type | Sherwood Johnston | Rang 3 und Klassensieg |              |

### Einzelergebnisse in der Sportwagen-Weltmeisterschaft
| Saison | Team            | Rennwagen     | 1   | 2   | 3   | 4   | 5   | 6   | 7   |
| ------ | --------------- | ------------- | --- | --- | --- | --- | --- | --- | --- |
| 1953   | Art Feuerbacher | Jaguar C-Type | SEB | MIM | LEM | SPA | NÜR | RTT | CAP |
| 1953   | Art Feuerbacher | Jaguar C-Type | 3   |     |     |     |     |     |     |